# Dentiovula colobica
Dentiovula colobica là một loài ốc biển, là động vật thân mềm chân bụng sống ở biển trong họ Ovulidae.